# Sphacelodes tenebrosa
Sphacelodes tenebrosa är en fjärilsart som beskrevs av Paul Dognin 1913. Sphacelodes tenebrosa ingår i släktet Sphacelodes och familjen mätare. Inga underarter finns listade i Catalogue of Life.